# Gene Cole
Gerrard Eugene « Gene » Cole  (né le 18 février 1928 à New Lexington et mort le 11 janvier 2018 à Lancaster, Ohio) est un athlète américain, spécialiste du 400 mètres.

## Carrière
Deuxième des sélections américaines de 1952, il participe aux Jeux olympiques d'Helsinki où il échoue en demi-finale du 400 mètres malgré avoir établi un temps inférieur à 47 secondes (46 s 8). Aligné par ailleurs dans l'épreuve du relais 4 × 400 mètres, Gene Cole remporte la médaille d'argent en compagnie de ses compatriotes Ollie Matson, Charles Moore et Malvin Whitfield.

### Palmarès
| Date | Compétition     | Lieu     | Résultat | Épreuve   | Temps        |
| ---- | --------------- | -------- | -------- | --------- | ------------ |
| 1952 | Jeux olympiques | Helsinki | 2e       | 4 × 400 m | 3 min 04 s 0 |

### Records
| Épreuve   | Performance | Lieu     | Date |
| --------- | ----------- | -------- | ---- |
| 400 yards | 46 s 7      |          | 1952 |
| 400 m     | 46 s 8      | Helsinki | 1952 |